# Llac Nahuel Huapi
Nahuel Huapi és un llac argentí d'origen glacial, de 550 km² de superfície i ubicat a uns 700 msnm. És compartit per les províncies de Río Negro i del Neuquén, a l'Argentina, al parc nacional homònim.
Destaca per la seva profunditat i les seves set ramificacions o braços: Campanario, de la Tristesa, Blest, Machete, del Rincón, Última Esperanza i Huemul. Es relaciona amb altres llacs menys extensos, com el Gutiérrez, el Moreno, el Espejo i el Correntoso. S'alimenta dels desglaços i constitueix el naixement del riu Limay. Assoleix 450 m de profunditat màxima. Posseeix diverses illes, sent la més gran i important per la seva activitat turística l'Illa Victoria, de 31 km².
Les seves aigües, d'un intens color blau, les seves illes i el paisatge que l'envolta en fan un dels llocs més atractius del sud argentí.
Descobert el 1670 per missioners jesuïtes provinents de la residència de Castro, a Chiloé, van fundar una missió a la península Huemul per evangelitzar els nadius. La missió va ser abandonada el 1718 a causa de la matança de cinc membres de l'ordre. Gairebé dos segles després, el 22 de gener de 1876, el pèrit Francisco Pascasio Moreno va remuntar el riu Limay arribant a la costa est del llac.

## Toponímia

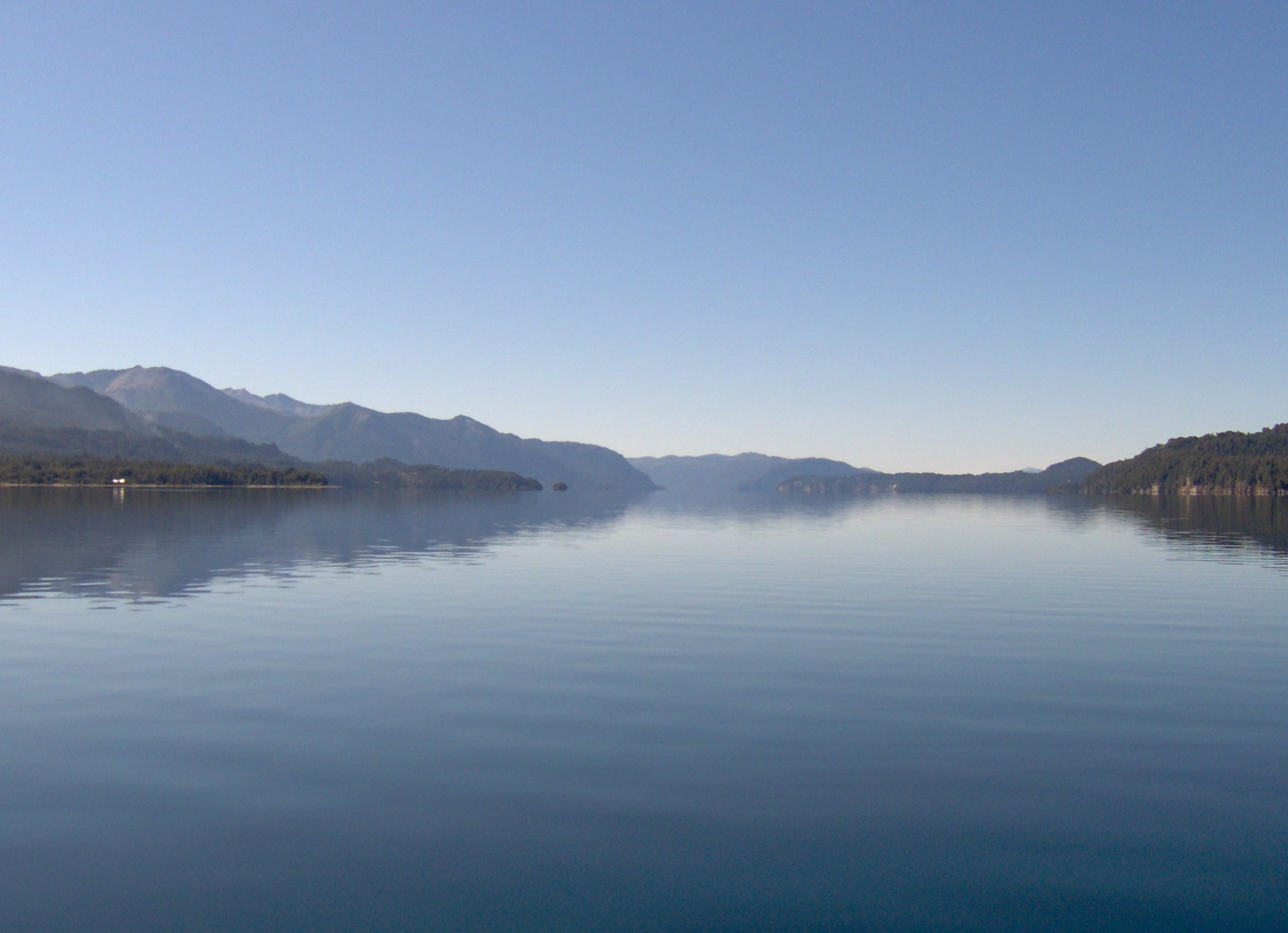
El llac Nahuel Huapi, en un dia extremadament tranquil

Els maputxes (o araucans) van donar a l'illa més important el nom Nahuel Huapi, que significa en mapudungun "illa del jaguar" i que fa referència a l'illa Victòria, la més gran del llac. Es presumeix que aquest nom al·ludeix al tòtem d'una família puelche que va poblar la zona o potser a la comparació d'aquells indígenes amb els jaguars per la seva audàcia i valentia.
Des de finals del segle xix no hi ha jaguars a la regió en ser aquests exterminats pels "blancs" o per les canilles de gossos fugitius, tanmateix els jaguars (nahuel) van habitar la Patagònia Oriental fins a aproximadament el riu Chubut.
Com els europeus solien anomenar "tigre" al jaguar és comú trobar erròniament traduït el topònim d'origen maputxe com "Illa del Tigre".

## La llegenda de Nahuelito

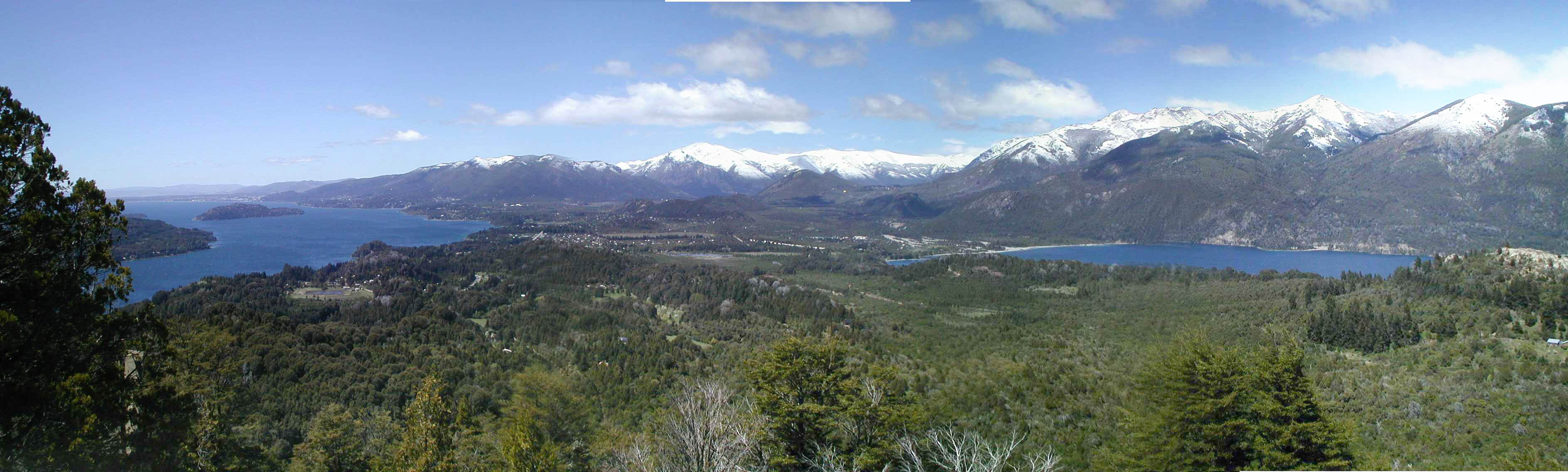
El llac, des de la ciutat de San Carlos de Bariloche

Antigues llegendes indígenes asseguraven que el Nahuel Huapi acollia una gegantina criatura. Se'l coneixia com a cuero, per semblar un cuir de vaca estès sobre l'aigua, formant un lleuger dom. El mite es va fer popular des de la dècada del 20, quan, a partir de presumptes observacions, el zoològic de Buenos Aires va decidir organitzar una recerca que va tenir repercussió internacional. Observacions posteriors suggerien la possibilitat de tractar-se d'alguna espècie de serp marina o fins i tot un plesiosaure, similar a Nessie. Des de la dècada del 80 la criatura es coneix pel nom de Nahuelito.

## Flora i Fauna

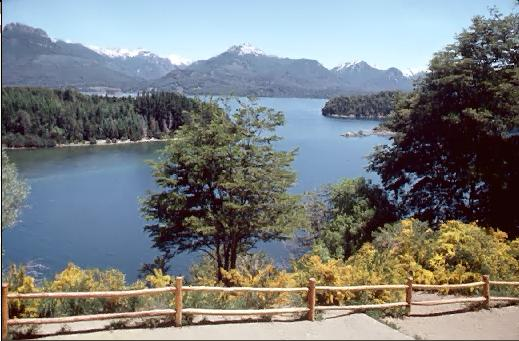
Vista del Llac des de l'Illa Victoria

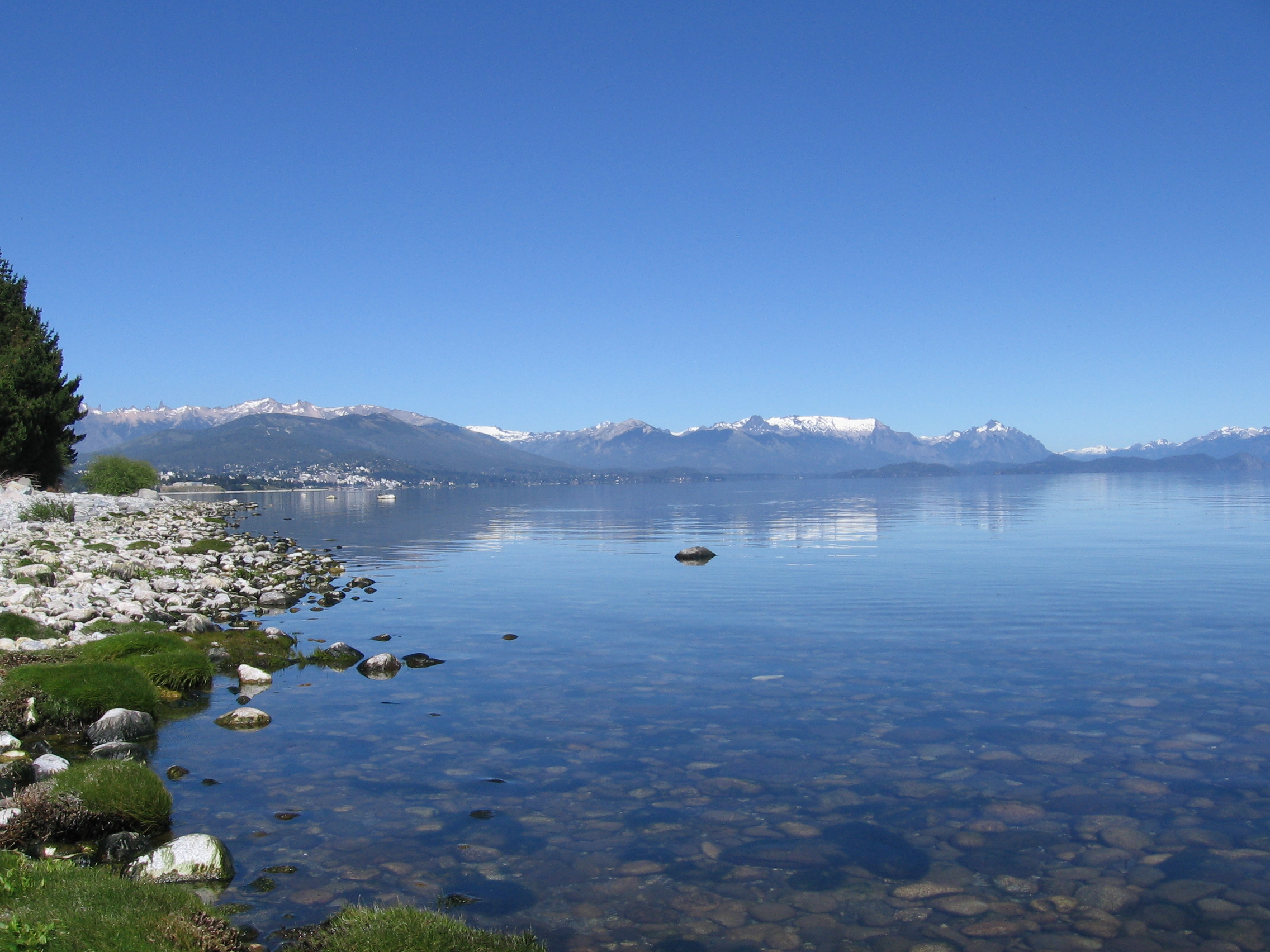
El llac, des de la costa de San Carlos de Bariloche.

Les vores del llac es troben poblades per espècies vegetals de llocs humits com les murtres i "pataguas". Als penya-segats d'algunes illes del llac Nahuel Huapi hi ha una població de cormorà imperial (Phalacrocorax atriceps), fet curiós, ja que es tracta d'una espècie preferentment marina. És freqüent també trobar l'exòtica gavina cuinera seguint les embarcacions.
El colom araucà (Columba araucana) està categoritzat com a «amenaçat» per haver estat presa d'una malaltia infecciosa transmesa per les aus domèstiques. Tanmateix, s'estima que actualment està en franca recuperació.
Les estacions càlides atreuen al Parc a certes aus de permanència estacional, com el fio-fio, la bandúrria o els cauquens.
Una de les espècies típiques de la fauna de la regió és la llúdria de Xile, mamífer carnívor que té al parc nacional les principals poblacions de l'Argentina. Es tracta d'una llúdria nativa que habita les costes dels llacs, llacunes, rius i rierols. El seu cos allargat està cobert per un pelatge castany amb reflexos ataronjats o vermellosos, i té potes curtes i cua llarga.
Els colonitzadors i pioners europeus van introduir espècies exòtiques a fi d'embellir el que consideraven una empobrida fauna d'aquests ambients. La introducció de la truita per a la pesca va fer retrocedir a les espècies natives, com el puyén (Galàxies maculatus), la truita criolla (Percichthys truita) i el xanguet patagó. Per aquestes raons, es permet la pesca reglamentada i autoritzada en diferents temporades per la intendència del Parc Nacional.

## Hidrografia
D'origen glacial, té una superfície aproximada de 557 km² i una profunditat màxima registrada de 454 metres. Les costes del Llac Nahuel Huapi són molt sinuoses i presenten importants penínsules com Quetrihué, (a la regió nord-est on s'assenta el Parc Nacional Los Arrayanes), Llao Llao, San Pedro, Huemul, i profunds braços: Blest, Tristesa, Rincón, Última Esperanza, Machete, Huemul i Campanario.
Diverses illes de diferents mides esquitxen el llac: les illes Victòria i Huemul són les més grans, però no poden deixar d'esmentar-se els illots de les Gavines i de les Gallines i, sobretot, l'illot Centinela, on reposen les restes del Dr. Francisco Pascasio Moreno.
Els principals cursos d'aigua que desemboquen en el Nahuel Huapi són els rius Pireco, Bonito i del Machete i els rierols Castillo, Ñireco, Bravo, Frías, Ñirihuau i Chimuraco. Els més cabalosos procedeixen al seu torn d'altres llacs, tals com el Espejo, Correntoso, Gallardo, Frías, Frey, Moreno i Gutiérrez.
El riu Limay constitueix el desguàs del llac Nahuel Huapi cap a l'Oceà Atlàntic i per tant, de tota la seva conca com així també de la que correspon al llac Traful.
Val la pena recordar la importància econòmica d'aquestes dues conques, emparades de l'erosió pels boscos protegits per Parcs Nacionals.
A més de realçar el paisatge i mantenir el terra, els esmentats boscos faciliten la contenció de les aigües pluvials i el seu lent escorriment, regulant el cabal dels desguassos principalment del riu Limay, important tributari del sistema hidroelèctric dels embassaments Alicurá, Piedra del Águila, El Chocón i del riu Negro.
Les precipitacions (pluges i neu) cauen abundantment, amb una disminució progressiva cap a l'oest. Així, mentre que sobre la seva vora oest, a l'estació de Puerto Blest, a prop de la frontera xilena, rep precipitacions de fins i tot 4.000 mm/per any, a l'est, a la regió de San Carlos de Bariloche, no en rep més que 1.500 mm anualment.

## Turisme
La navegació i altres activitats aquàtiques estan permeses a molts llacs del Parc. En el Nahuel Huapi, diverses empreses presten serveis per realitzar passeigs embarcats pel llac, a través de múltiples recorreguts d'incomparable bellesa. Un dels llocs més visitats és el bosc de murtres, protegit des de la creació del Parc Nacional Los Arrayanes.
Existeix també la possibilitat de practicar esports en la naturalesa: kayak, canotatge, vela, surf de vela i ràfting.